# Кондон, Майк
Майк Кондон (англ. Mike Condon; 27 апреля 1990, Холлистон) — бывший американский  хоккеист, вратарь.

## Карьера

### Клубная
Начал свою карьеру за команду «Пристонс Тигрес», команду представляющий Принстонский университет. Проведя за неё неполные четыре сезона, подписал пробный контракт с клубом «Онтарио Регин», а затем перешёл в «Хьюстон Аэрос».
8 мая 2013 года подписал контракт на два года с клубом «Монреаль Канадиенс». Находясь в системе команды играл за клубы «Уилинг Нэйлерз» и «Гамильтон Булдогс», выступающие в ECHL.
В сезоне 2015/2016 он стал основным вратарём «Монреаля», заменив травмированного Кэри Прайса.
В октябре 2016 года его забрал «Питтсбург Пингвинз», за который провел один период, после чего был обменян в «Оттаву Сенаторз» на выбор в пятом раунде на драфте 2017 года. Став основным вратарём команды из-за проблем с голкиперами, он установил достижения по числу подряд игр, сыграв 27 раз в старте и оформив 5 шатаутов.
В июне 2017 подписал новый трёхлетний контракт с «Оттавой». В октябре 2018 года из-за низких показателей он был переведён в фарм-клуб «Белвилл Сенаторз», но из-за травмы он пропустил большую часть сезона.
30 июля 2019 года был обменян в «Тампу-Бэй Лайтнинг» на Райана Кэллахана и выбор в 6-м раунде на драфте 2020 года. Вернувшись на лёд после травмы, он больше не играл в НХЛ, играя за несколько клубов в американских лигах; за 3 команды он провёл всего 9 матчей.

### Сборная
Играл за сборную США на ЧМ-2016; на турнире провёл пять игр. По итогам турнира американцы заняли четвёртое место, дойдя до полуфинала.

## После завершения карьеры
После завершения карьеры работает ассистентом тренера в хоккейной команде Северо-Восточного университета.